# Zilber-Pink-Vermutung
In der Mathematik ist die Zilber-Pink-Vermutung eine Vermutung aus der algebraischen Geometrie, zu deren bewiesenen Spezialfällen die Manin-Mumford-Vermutung für semiabelsche Varietäten und die André-Oort-Vermutung für Shimura-Varietäten gehören.
Für algebraische Tori und semiabelsche Varietäten wurde sie von Boris Zilber und unabhängig von Enrico Bombieri, David Masser und Umberto Zannier in den frühen 2000er Jahren vorgeschlagen. Der deutsche Mathematiker Richard Pink schlug 2005 (erneut unabhängig) eine allgemeinere Vermutung für Shimura-Varietäten vor, die auch die André-Oort-Vermutung impliziert.
Sei {\displaystyle X} eine gemischte Shimura-Varietät oder eine semiabelsche Varietät über {\displaystyle \mathbb {C} } und sei {\displaystyle V\subset X} eine Untervarietät. Die Zilber-Pink-Vermutung besagt, dass es nur endlich viele Untervarietäten {\displaystyle Z\subset V} gibt, die sich als Komponente des Schnitts {\displaystyle V\cap Y} mit einer Untervarietät {\displaystyle Y\subset X} von „größerer als erwarteter Dimension“, d. h. mit
{\displaystyle \dim Z>\dim V+\dim Y-\dim X}
darstellen lassen.